# Біла акація (поїзд)
«Бíла акáція» (до 2019 року — Карпáти) — нічний швидкий двогрупний фірмовий пасажирський поїзд 2-го класу Укрзалізниці № 37/38 сполученням Одеса — Львів — Ужгород

## Історія
26 травня 2013 року поїзд № 26/25 сполученням Львів — Одеса був у спільному обороті з поїздами № 86/85 та № 256/255 сполученням Львів — Сімферополь, що  вивільнило один склад з 17 вагонів.
З 29 листопада 2013 року на поїзд є можливість придбати електронний квиток.
З 12 червня 2017 року поїзду призначена тарифна зупинка на станції Підзамче.
З 10 грудня 2017 року «Укрзалізниця» подовжила маршрут руху поїзда Одеса — Львів до станції станції Яремче. З поїздом курсує вагони безпересадкового сполучення до польської станції Перемишль-Головний. Разом з цим формувався склад Одеської залізниці (замість Львівської залізниці), тож була скасована зупинка на станції Підзамче. 
16 січня 2018 року поїзду подовжено маршрут руху від станції Яремче до станції Рахів. Поїзд є найзаповненішим у напрямку Рахова.
З 5 березня 2018 року «Укрзалізниця» розширила перелік міжнародних поїздів, на які є можливість придбати квитки через інтернет, до якого входить і поїзд № 35/36 Одеса — Перемишль. 
З 15 жовтня по 7 листопада 2018 року, через ремонт перегону Ворохта — Вороненко, маршрут поїзда був скорочений до станції Яремче. 
З 21 квітня 2019 року на офіційному сайті «Укрзалізниці» поїзд вказаний під назвою «Біла акація», замість колишньої назви «Карпати». До речі, назву «Біла акація» також до 2014 року мали такі поїзди, як № 36/35 Одеса — Москва та № 321/322 Харків — Маріуполь.
З 8 липня 2019 року квитки можна купити за 60 діб до відправлення.
З 18 березня по 13 грудня 2020 року поїзд був тимчасово скасований через пандемію COVID-19. З 13 грудня 2020 року відновлено курсування поїзда за маршрутом Одеса — Рахів.
З 22 грудня 2019 до 12 січня 2020 року по парних числах подовжено маршрут руху поїзда до станції Ужгород.
Поїзд до станції Перемишль-Головний досі не відновлений через пандемію COVID-19.
З 9 по 27 березня 2021 року через потрапляння Івано-Франківської області у «червону зону» скорочено маршрут руху поїзда до станції Ходорів.
З 12 грудня 2021 року поїзд курсує за новим  графіком без поїзда 36/35.
1 березня 2022 року у зв'язку з війною поїзду 36/35 додано вагони сполученням Львів — Перемишль, щоб забезпечити виїзд жінок з дітьми.
З 15 листопада 2023 року «Укрзалізниця» запровадила пілотний проєкт жіночих купе у поїзді № 26/236 сполученням Одеса — Рахів. Місця у мобільному застосунку з продажу проїзних квитків мають відповідні позначки, а посадка до таких купе відкрита лише для пасажирів жінок з дітьми до 5 років включно. Вартість проїзду в жіночих купе не відрізняється від стандартної у вагонах аналогічного класу того ж поїзда.

## Інформація про курсування
Поїзд курсує цілий рік щоденно 
| Розклад руху поїзда «Біла акація» (з 12.12.2022) | Розклад руху поїзда «Біла акація» (з 12.12.2022) | Розклад руху поїзда «Біла акація» (з 12.12.2022) | Розклад руху поїзда «Біла акація» (з 12.12.2022) | Розклад руху поїзда «Біла акація» (з 12.12.2022) |
| Час прибуття                                     | Час відправлення                                 | Станції                                          | Час прибуття                                     | Час відправлення                                 |
| ------------------------------------------------ | ------------------------------------------------ | ------------------------------------------------ | ------------------------------------------------ | ------------------------------------------------ |
| 14:06                                            | —                                                | Одеса                                            | —                                                | 14:59                                            |
| 01:50                                            | 02:23                                            | Львів                                            | 02:52                                            | 03:45                                            |
| —                                                | 20:19                                            | Ужгород                                          | 08:57                                            |                                                  |

Актуальний розклад руху вказано у розділі «Розклад руху призначених поїздів» на офіційному вебсайті «Укрзалізниці».

## Склад поїзда
На маршруті експлуатуються два склади формування пасажирського вагонного депо ПКВЧД-3 станції Одеса-Головна з групою вагонів безпересадкового сполучення ПКВЧД-8 Львів (роз'єднання/об'єднання вагонів здійснюється на станції Львів). 
Поїзду Одеса — Львів — Рахів зазвичай встановлена схема з 12 вагонів: 
- 6 купейних;
- 5 плацкартних;
- 1 вагон класу Люкс.

Нумерація вагонів при відправленні з Одеси — від локомотива поїзда, при відправленні з Перемишля, Рахова, Львова — з хвоста поїзда.

## Подія
20 травня 2014 року у перший рейс вирушив «Потяг дружби» Львів — Одеса, але дістався кінцевого пункту призначення з пригодами і 1,5-годинною затримкою. Машиніст вантажного поїзда, проїжджаючи повз станцію Затишшя, помітив між парною та непарною коліями автомобільну покришку, яка була з відрізком матерії. За інформацією місцевих жителів, там написали: «заміновано», а за словами представників транспортної поліції, невідомі написали слово «Стоп».
17 травня 2021 року в одному із плацкартних вагонів через різкий поштовх залило водою. Смерділо у вагоні, провідники сусідніх вагонів запропонували переміститись до іншого вагона і на станції Івано-Франківськ вагон ретельно висушили і провітрили.